# Histoire de l'île Christmas (Australie)
 (septembre 2013).
Si vous disposez d'ouvrages ou d'articles de référence ou si vous connaissez des sites web de qualité traitant du thème abordé ici, merci de compléter l'article en donnant les références utiles à sa vérifiabilité et en les liant à la section « Notes et références ».
L'histoire de l'Île Christmas commence par sa découverte par les Britanniques au XVIIe siècle. Inhabitée jusqu'en 1888, l'île est exploitée pour son phosphate. Objet d'un dur combat pendant la Seconde Guerre mondiale, l'île ne retrouve pas par la suite toute sa quiétude, si elle devient propriété de l'Australie qui en fait en partie un parc naturel, l'île, peuplée d'environ 2 000 personnes en 2025, abrite aussi le plus grand centre de rétention pour clandestins.

## Une découverte et une installation tardives
Elle fut baptisée le 25 décembre 1643 par le capitaine anglais William Mynors qui aperçut une petite île au cœur de l'océan Indien. Inhabitée lors de sa découverte controversée (personne ne sait exactement quand et par qui elle a été découverte), elle est notée sur une carte hollandaise par Pieter Goos, publiée en 1666. Sur cette carte l’île était désignée sous le nom de Moni.
La première visite certaine date de mars 1688 par le Britannique William Dampier qui trouva l'île inhabitée.
La première installation sur l’île s’est faite deux cents ans après, au lieu-dit Flying Fish Cove, en 1888 par le Britannique George Clunies-Ross qui, avec sir John Murray, un naturaliste britannique, obtint la première location de terres.
Ce dernier ayant analysé des échantillons de roche avait constaté qu’elle était composée presque entièrement par du phosphate (engrais).
Faisant suite à cette découverte, l'île fut annexée par le Royaume-Uni le 6 juin 1888 et fut administrée par la colonie de Singapour, comme dépendance des Établissements des détroits, comme on appelait alors l'ensemble formé par les colonies de Malacca, Penang et Singapour.
L’exploitation du phosphate débuta en 1897 avec la fondation de la Christmas Island Phosphate Co. Ltd.

## Dans la tourmente de la Seconde Guerre mondiale
De mars 1942 à la fin de la Seconde Guerre mondiale, en 1945, l'Armée impériale japonaise occupe l’île.

## Un territoire australien petit mais important
Cette île est devenue un territoire australien le 1er octobre 1958 avec l’entrée en vigueur du Christmas Island Act 1958–59. Depuis cette date, l’administration australienne du territoire est sous la responsabilité d’un représentant officiel du gouvernement australien. Cette situation a été modifiée en 1968 par la nomination d’un administrateur relevant du ministère des Territoires.
En 1948, les gouvernements australiens et néozélandais qui avec les British Phosphate Commissioners avaient poursuivi l’exploitation intensive des mines rachetèrent l’île à la Christmas Island Phosphate Company. L’Australian Phosphate Corporation, une régie nationale, a remplacé les exploitants précédents en 1981. Cette situation a duré jusqu’en 1987, quand la Corporation a cessé à son tour et a été remplacée par une compagnie appartenant à l’Union of Christmas Island Workers. L'extraction de phosphate constitue encore la principale industrie de l'île.
En 1989, un parc national de quelque 1 600 ha a été créé, dans lequel une espèce rare de crabe rouge est protégée, couvrant ainsi 60 % de l'île, comprenant principalement la forêt pluviale. Il est surveillé par l'Australian Nature Conservation Agency.
L'histoire récente de l'île est liée à celle des migrations humaines et de leur répression. Elle est devenue l'un des principaux points de passage pour les réfugiés cherchant à gagner l'Australie, notamment en provenance d'Irak, d'Afghanistan ou du Sri Lanka et transitant par l'Indonésie. Depuis la mise en place de la politique dite "Pacific Solution", l'île abrite le plus grand centre de rétention australien, destiné à enfermer ces migrants débarqués clandestinement. Les côtes de l'île ont connu des naufrages tragiques qui ont fait plusieurs centaines de morts en dix ans. En 2009, cinq réfugiés afghans meurent en mer, et le 15 décembre 2010, un naufrage sur les côtes de l'île Christmas fait 27 morts et 36 blessés.